# 觀音岩摩岩造像
觀音岩摩岩造像位於四川省广元市利州区盘龙镇新民村，文物遺址年代判定為唐。1956年8月16日公佈為四川省第一批歷史及革命文物保護單位。共130余龕，現存完整者110龕。1980年7月7日重新公佈為四川省第一批文物保護單位。2006年5月25日列為第六批全國重點文物保護單位，歸入第一批全國重點文物保護單位廣元千佛岩摩崖造像。